# Grondexploitatie
Een grondexploitatie (soms afgekort tot grex) is een begroting die wordt opgesteld om grondkosten en grondopbrengsten van een ruimtelijk ontwikkelingsplan (zoals een nieuw bestemmingsplan) in beeld te brengen.
Aan de kostenkant staan de aankoop van grond, het bouwrijp maken ervan, het inrichten van de openbare ruimte en overhead (onder andere de kosten voor het maken van het plan en de begeleiding van de uitvoering ervan). Aan de opbrengstenkant staan de verkoop van bouwrijpe grond en alle eventuele subsidies en bijdragen.

## Gebruik
Een grondexploitatie wordt meestal door of namens een gemeente of provincie opgesteld om inzicht te krijgen in de financiële gevolgen van een voorgenomen ruimtelijk plan. De begroting dient als kader voor onderhandelingen over mogelijke aan- en verkoop van gronden (en/of opstallen) en wordt als basis gebruikt om een exploitatieovereenkomst of exploitatieplan op te stellen. 
In grote lijnen zijn er drie manieren:
- actief of klassiek: de gemeente is eigenaar van de grond of zal deze nog aankopen, maakt de grond bouwrijp, verkoopt het deel waar gebouwen komen aan de bouwer (particulier, projectontwikkelaar of woningcorporatie) en richt de rest in als openbaar gebied. De grondexploitatie dient dan om alle kosten en opbrengsten in beeld te brengen en te beheersen;
- passief: de gemeente is geen eigenaar maar maakt wel kosten, zoals voor het opstellen van een bestemmingsplan of bijvoorbeeld het aanleggen van wegen en riolering. De grondexploitatie dient dan als basis voor het exploitatieplan of de exploitatieovereenkomst;
- publiek-private samenwerking: dit is een mengvorm, waarbij overheid en (andere) grondeigenaren afspraken maken over de verdeling van verantwoordelijkheden, kosten, opbrengsten en risico's. De grondexploitatie wordt dan namens alle partijen gezamenlijk opgesteld. Soms wordt de grondexploitatie dan geïntegreerd met de bouwexploitatie (de begroting voor het (ver-)bouwen en verkopen van de gebouwen). Deze geïntegreerde begroting wordt gebiedsexploitatie genoemd.